# Ikke-fornybar resurse
Ikke-fornybare resurser er naturresurser, der ikke dannes på ny ved naturligt kredsløb, eller som nydannes meget langsomt ved geologiske processer, og hvis mængde på Jorden derfor er begrænset. Olie, naturgas, kul, malm og mineraler er eksempler på sådanne resurser. Ikke-vedvarende ressourcer kaldes også endelige ressourcer.
De ikke-fornybare resurser kan endvidere opdeles i genvindbare og ikke-genvindbare, fx kan metaller genvindes, mens olie til brændsel kun kan anvendes én gang.
Ikke-fornybare resurser sættes ofte i kontrast til fornybare resurser som eksempelvis fisk, korn og træ, hvor nye eksemplarer af resursen til stadighed kan dannes.